# Tigrioides leucanioides
Tigrioides leucanioides là một loài bướm đêm thuộc phân họ Arctiinae, họ Erebidae.